# RK Daruvar
Rukometni klub Daruvar (RK Daruvar; Daruvar) je muški rukometni klub iz Daruvara, Bjelovarsko-bilogorska županija. U sezoni 2018./19. klub se natječe u 3. HRL - Sjever. 
Klub je osnovan 1970. godine. Prethodno je u Daruvaru djelovalo više klubova, koji su početkom 1960.-ih igrali i vlastitu Općinsku ligu. Posljednji od tih klubova je bio "Partizan", koji je prestao djelovati 1970. godine. Klub je igrao na asfaltiranom Rukometnom stadionu, kapaciteta 3.000 sjedećih i 2.000 stajaćih mjesta.
U samostalnoj Hrvatskoj klub se uglavnom natjecao u Međužupanijskoj ligi i 3. HRL - Sjever. 

## Vanjske poveznice
- rkdaruvar.hr - službene stranice
- rkdaruvar.hr, wayback arhiva iz 2012.
- rkdaruvar.hr, wayback arhiva iz 2015.
- Rukometni klub Daruvar, facebook stranica
- furkisport.hr/hrs, RK Daruvar - dječaci B
- sportilus.com, Rukometni klub Daruvar